# Головмох альговіцький
Головмох альговіцький (Bryum algovicum) — вид мохів порядку головмохальних (Bryales).

## Поширення
Ареал охоплює такі частини світу: Європа, Африка, Північна Америка, Південна Америка, Азія, Нова Зеландія.
Росте на піщаних ґрунтах і в тріщинах стін.

## Характеристика
Рослини виростають до 1 см у висоту. Стебла мають розеткові листки, ризоїдну повсть і утворюють густі газони. Листки ланцетні та мають широкий листовий край, що складається з подовжених клітин. Край листа закочується. Жилка листа закінчується зубчастим кінчиком. Коробочка подовжено-яйцеподібна, вигнута і стоїть на коричневій ніжці завдовжки 1–2 см. Вид дуже різноманітний і схильний до утворення гібридів з іншими видами.